# Гёбель, Герман Фёдорович
Герман Фёдорович Гебель (28 мая 1844 — 24 июля 1910) — по специальности лесничий, орнитолог, первый на территории Российской империи оолог.

## Биография и научная деятельность
Герман Гебель был родом из прибалтийских немцев, он родился в Курляндской губернии Российской империи. Его отцом был врач Фёдор Гебель, мать — Каролина. Герман Гебель учился в прогимназии в Либаве (Лиепая). В течение 1860—1862 годов Гебель учился в Лесном отделении гимназии в Митаве (Елгава). В 1863 году поступил на третий курс Лесного института в Санкт-Петербурге. Весной того же года он был на практике в Лисинском учебном лесничестве, где зарекомендовал себя как страстный и умелый охотник, который принимал участие в организации царских охот, на которые приезжал Александр II с высокими гостями или со свитой. После окончания института в 1964 году Гебель получил направление таксатором в Архангельскую губернию, где, наряду с этим, занимался изучением птиц.
Летом 1865 года Гебель переехал в Уманский уезд управлять лесничеством, где помимо выполнения своих прямых обязанностей продолжил изучать птиц. Стационарные наблюдения, проведённые Гебелем в Уманском уезде в течение 1860—1870-х годов, стали основой для написания фундаментальной сводки по орнитофауне Центральной Украины. Работа содержит сведения об экологии птиц Умани. Автором была также собрана уникальная оологична коллекция (более 10 тыс. экземпляров), которая впоследствии была передана в музей Академии наук России. Во время пребывания на территории современной Украины Гебель осуществлял кратковременные поездки в Одесскую область, Крым, устье Днепра.
В 1875 году Гебель с семьёй переехал в Новгородскую губернию. С 1877 года жил в Санкт-Петербурге. Известно, что в этот период он временно работал в Зоологическом музее Императорской Академии наук. 28 декабря 1878 года Гебеля избрали действительным членом Санкт-Петербургского общества естествоиспытателей. В 1879 году была организована большая научная экспедиция с целью исследования орнитофауны севера России — района Ладожского, Онежского озёр, Онежского залива, Белого моря, полуострова Канин, Новой Земли.
В течение 1882—1884 годов Гебель занимался организацией и принимал непосредственное участие в китобойном промысле в Баренцевом море. В 1894 году в результате болезни он вернулся в Санкт-Петербург. Летом 1895 года он был участником научной экспедиции в Архангельскую область. В течение 1896—1898 годов занимался организацией сельдевого промысла в Баренцевом море, живя преимущественно на Мурмане, много путешествуя. Таким образом, в течение 1883—1901 годов Гебель изучал орнитофауну на Кольском полуострове, в приграничных округах с Финляндией и Норвегией. Известны также его работы по птицам Лапландии и Соловецких островов. В 1904—1909 годах Гебель был направлен в Архангельск в качестве специалиста по рыбным и звериным промыслах. Со временем состояние здоровья заставило его вернуться в Санкт-Петербург.
Герман Гебель ушёл из жизни 24 июля 1910 года в Санкт-Петербурге.

## Основные публикации
Орнитологические работы Гебеля носили фаунистический характер, они содержат немало сведений по фенологии и гнездованию птиц. Особое место занимают публикации с описанием яиц различных видов птиц и их диагностических признаков. Эти сведения не потеряли актуальности и сегодня.
- Гебель Г. Ф. Об орнитологической фауне тростниковых болот Уманского уезда // Тр. Спб. Общ-ва естествоиспытателей. — 1879. — № 10. — С. 86—95.
- Goebel H. Die in den Jahren 1867, 1868 und 1869 im Umanschen Kreise (Gouverment Kiew) beobachteten Vögel // J. Ornithol. — 1870. — 18, 3. — S. 177—203; 6 — S. 440—456.
- Goebel H. Die in den Jahren 1867, 1868 und 1869 im Umanschen Kreise (Gouverment Kiew) beobachteten Vögel // J. Ornithol. — 1871. — 19, 2. — S. 130—151.
- Goebel H. Zusatze und Berichtigungen zu dem Aufsatze «die im Umanschen Kreise in den Jahren 1867, 1868 und 1869 beobachteten Vögel» nach Beobachtetengen gemacht im Jahre 1870 // J. Ornithol. — 1871. — 19, 4. — S. 295—299.
- Goebel H. Zusatze und Berichtigungen zu dem Aufsatze über die in Umanschen Kreise 1867-69 und 1870 beobachteten Vögel nach Beobachtetengen gemacht im Jahren 1871 und 1872 // J. Ornithol. — 1873. — 21, 2. — S. 128—133.
- Goebel H. Üeber Vögel des Umanschen Kreise (Nachtrag) // J. Ornithol. — 1879. — 27, 3. — S. 266—275.
- Goebel H. Die Vogel des Kreiss Uman governement Kiew mit Besonderer Rucksicht auf ihre Zugverhaltnisse und ihr Brutgeschaft // Bietrage zur Kenntniss des Russichen Reichen reiches und der ungrenzenden Lander Zweite Folge. — Petersburg, 1879. — B. 2. — 124 s.